# Жангала
Жангала́ (каз. Жаңақала) — село у складі Жангалинського району Західноказахстанської області Казахстану. Адміністративний центр та єдиний населений пункт Жанакалинського сільського округу.
У радянські часи село називалось Джангала.
Населення — 9325 осіб (2021; 7202 у 2009, 6250 у 1999, 4981 у 1989).